# My Centauri
My Centauri (μ Centauri, förkortat My Cen, μ Cen) som är stjärnans Bayerbeteckning, är en dubbelstjärna belägen i den sydöstra delen av stjärnbilden Kentauren. Den har en skenbar magnitud på 3,42 och är synlig för blotta ögat där ljusföroreningar ej förekommer. Baserat på parallaxmätning inom Hipparcosuppdraget på ca 6,5 mas, beräknas den befinna sig på ett avstånd på ca 510 ljusår (ca 155 parsek) från solen. Tillsammans med stjärnorna Ny Centauri och Fi Centauri utgör den vad som traditionellt har skildrats som Centraurs "dextro Latere" (högra sida av Kentauren).

## Egenskaper
Primärstjärnan My Centauri A är en blå till vit stjärna i huvudserien av spektralklass B2 Ve där e-suffixet används för att markera närvaron av emissionslinjer, som anger att den är en Be-stjärna med en omkretsande skiva av het gas som bildats av material utstött från stjärnan. Den har en massa som är ca 9 gånger större än solens massa, en radie som är ca 3 - 4 gånger större än solens och utsänder från dess fotosfär ca 2 100 gånger mera energi än solen vid en effektiv temperatur på ca 22 400 K.
My Centauri A roterar snabbt, med en prognostiserad rotationshastighet av 194 km/s och fullbordar en full rotation på cirka 11,615 timmar. Ekvatorial azimuthalhastighet är ca 85 procent av den kritiska hastigheten där stjärnan skulle börja brytas upp, vilket resulterar i en tydlig ekvatoriell svällning som är ca 26 procent bredare än polarradien. På grund av stjärnans något tillplattade sfäriska form har polarområdet en högre temperatur än ekvatorn - 23 000 K mot 17 600 K. På samma sätt är gravitationsstyrkan vid polerna större än längs ekvatorn. Rotationsaxeln för stjärnan lutas med en vinkel på ca 19 ± 3° mot siktlinjen från jorden.
My Centauri är en eruptiv variabel av Gamma Cassiopeiae-typ (GCAS), som har en skenbar magnitud som varierar mellan +2,92 och 3,47. Den har flera icke-radiella cykler med en primärperiod på 0,503 dygn. Tre andra pulsationscykler har en liknande period, medan två har ett kortare intervall på ca 0,28 dygn. Den genomgår utbrottshändelser som resulterar i överföring av ytterligare material till den omgivande stoftskivan. Under dessa utbrott kan stjärnan visa övergående periodiciteter.